# Eric Flint
Eric Flint (født 6. februar 1947, død 17. juli 2022) var en amerikansk forfatter. Hans bøger er Science Fiction og humoristiske fantasieventyr.